# ブロステップ
ブロステップ（英: Brostep）はダブステップのサブジャンルの内の1つ。

## 概要
イギリスのダブステップから発展したRuskoによる曲「Woo-Boost」が、最初のブロステップと言われている。従来のUKガラージやダブステップと同じようなアタックが強く胴鳴りが削られたスネアドラムを使うが、UKダブステップより高いベース音を使い攻撃的な雰囲気があるため、Ruskoの作るようなスタイルのブロステップは、怒れるダブステップとも呼ばれる。
また、Skrillex（スクリレックス）がRuskoとは別のアプローチで作った、エレクトロ・ハウスなどのベースにUKダブステップのベースを揺らすというアイデアを取り入れた曲も、同様にブロステップと呼ばれる。この手法は、2000年代後半のプログレッシブ・ハウスなどに由来するイントロからビルドアップ、そしてドロップおよびブレイクという典型的な曲展開を用い、イントロとビルドアップは従来のEDMからドラムパターンだけ変えた形が多用される。このことからEDMのファン達にブロステップが聴かれるようになり、登場初期からEDMのメジャーなスタイルとしてヨーロッパやアメリカなどで若者を中心に大流行した。ドラムパターンはダブステップをより単純化したもので、1拍目にキック、3拍目にスネアが基本となる（ハーフタイム）。UKガラージとは逆の性質の高音が少なく胴鳴りの強調された音色のスネアが多く用いられる。またドロップの手法を使い、しばしば4つ打ちとも併用される。この場合はブレイクの部分が1拍3拍のリズムになり、他の部分が4つ打ちになる、あるいは逆にブレイクで4つ打ちの用いられる曲が多い。
また、ラガマフィンなどダンスホールレゲエの手法を用いた曲もあり、ワブルベースもエレクトロ・ハウスなどのベースが元になっていることが多く、様々な種類のものが存在する。ナイフ・パーティーのようにガバキックを用いることで、さらに攻撃的なアプローチを行うアーティストも存在する。

## 主なアーティスト
- 12th Planet
- Adventure Club
- Ajapai
- Bar9
- Bare Noise
- Barely Alive
- Bassnectar
- Borgore
- Caspa
- Cookie Monsta
- Datsik
- Dion Timmer
- DJ Fresh
- Doctor P
- Downlink
- Dubloadz
- EH!DE
- Emalkay
- Eptic
- Excision
- Feed Me
- Figure
- Flux Pavillion
- Franky Nuts
- Funtcase
- Gentlemens Club (Coffi, Soloman & 50 Carrot)
- Getter
- Herobust
- Kill The Noise
- KJ Sawka
- Knife Party
- LAXX
- Liquid Stranger
- Megalodon
- Modestep
- Must Die!
- Nero
- Pegboard Nerds
- Phaseone
- Phiso
- Rusko
- Seven Lions (Melodic Dubstep)
- SKisM
- Shockone
- Skrillex（スクリレックス）
- Snails (Vomitstep)
- Space Laces
- Spag Heddy
- Stabby
- Sullivan King (Metal Dubstep)
- Trampa
- Trollphase
- Virtual Riot
- XKore
- Zomboy
- Zeds Dead